# Козина, Нина Васильевна
Нина Васильевна Козина — советский хозяйственный и политический деятель.

## Биография
Родилась в 1947 году в Рязанской области. Член КПСС с 1975 года.
Окончила профессионально-техническое училище.
В 1960—1970 гг. — колхозница, доярка в колхозах Рязанской области.
В 1970—1991 гг. — оператор машинного доения на опытном конном заводе Всесоюзного научно-исследовательского института коневодства в Рыбновском районе Рязанской области.
Избиралась депутатом Верховного Совета СССР 10-го и 11-го созыва. Делегат XXVI съезда КПСС.
Жила в Рязанской области.

## Награды
- Орден Трудовой Славы II степени
- Орден Трудовой Славы III степени